# Компания на търговците-предприемачи в Новите земи
Компанията на търговците-предприемачи в Новите земи (на английски: Company of Merchant Adventurers to New Lands), с пълно име Гилдия, компания и дружество на търговците-предприемачи за откриване на региони, доминиони, острови и непознати места (The Mystery, Company, and Fellowship of Merchant Adventurers for the Discovery of Regions, Dominions, Islands, and Places Unknown) е създадена в Лондон през 1551 г. по съвет и с активното участие на знаменития мореплавател Себастиан Кабот, тогава вече 70-годишен, както и от лондонски търговци, с надежда да открият Североизточния проход и да завържат преки търговски връзки с Китай и Индия.

## В търсене на Североизточния проход
През първата половина на 16 век Англия е все още много слаба, за да се опитва да оспорва господството на Испания и Португалия в Атлантическия океан и на Дания в Балтийско море. За англичаните обаче остават открити северните морета и започват да търсят Североизточния проход – от Западна Европа към Източна Азия в обход на Евразия от север. В средата на века бизнесът на английските търговци е в упадък.
За търсене на Североизточния проход дружеството закупува, ремонтира и оборудва 3 кораба. За началник на флотилията е назначен знатният дворянин Хю Уилъби, командир на втория кораб е Ричард Чанслър, а на третия – Корнелий Дюрферт. Главен щурман на флотилията е Стивън Бароу. Никой от членовете на дружеството и капитаните на корабите няма представа за страните, накъдето се насочва експедицията. Екипажът се състои от 105 души и 11 търговци със своите стоки.
На 10 май 1553 флотилията напуска устието на Темза и се отправя на север. Около бреговете на Норвегия, на 3 август, след жестока буря, корабът на Чанслър се отделя от флотилията и повече не се срещат. Двата кораба на Уилъби и Дюрферт заобикалат от север Скандинавския полуостров и на 14 август достигат до югозападното крайбрежие на Нова Земя. Англичаните плават 3 дни на север покрай западния бряг на острова, след което завиват на запад и на 14 септември 1553 достигат до устието на река Варзина, на северния бряг на Колския полуостров, където поради напредналия сезон решават да зимуват. Неподготвени за суровите зимни условия в тези географски ширини всичките участници в експедицията загиват от глад и студ. През 1554 г. руски рибари откриват труповете на 63 души, двата непокътнати кораба и дневника на Уилъби, от който става ясно, че към януари 1554 той е бил все още жив.
След като се разделя от флотилията Чанслър също заобикаля Скандинавския полуостров, една седмица напразно очаква другите два кораба в пристанището на Вадьо и на 24 август 1553 г. достига до устието на река Северна Двина. По този начин Чанслър установява първите търговски връзки между Англия и Русия.

## Московска търговска компания
След завръщането на Чанслър в Англия Компанията е официално утвърдена от правителството под името Московска компания. Себастиан Кабот става негов пръв директор, а Чанслър през 1555 г. отново се отправя към Русия, вече като кралски посланик. Англичаните получават от Иван Грозни обещаните привилегия и с него обратно на кораба към Англия потегля първия руски посланик Осип Григориевич Непея. Около бреговете на Шотландия корабът претърпява корабокрушение, при което Чанслър се удавя, а Непея успява да се спаси и получава от краля същите търговски привилегии, които са оказани на англичаните преди това в Русия.